# 비아와군

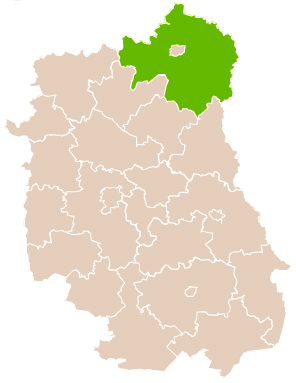
루블린주 지도에 표시된 비아와군의 위치

비아와군(폴란드어: powiat bialski)은 폴란드 루블린주에 위치한 군으로 면적은 2,753.67km2, 인구는 111,078명(2019년 기준), 인구 밀도는 40명/km2이다. 군청 소재지는 비아와포들라스카이지만 비아와군에 속하지 않고 별도의 도시군으로 존재한다.
남쪽으로는 브워다바군, 파르체프군, 남서쪽으로는 라진군, 서쪽으로는 우쿠프군, 마조프셰주 시에들체군, 북서쪽으로는 마조프셰주 워시체군, 북쪽으로는 포들라스키에주 시에미아티체군과 접하며 동쪽으로는 벨라루스와 국경을 접한다. 19개 지방 자치체(2개 도시, 17개 농촌)를 관할한다.

군 문장